# Collegio di East Tipperary
Il Collegio di East Tipperary è stata una circoscrizione elettorale del Parlamento britannico in Irlanda che, tra il 1885 e il 1922, ha eletto un parlamentare. Prima delle elezioni generali nel Regno Unito del 1885 l'area faceva parte del Collegio della Contea di Tipperary. Dal 1922 è stata soppressa.

## Confini
Questa circoscrizione comprendeva la parte orientale della Contea di Tipperary. Nel 1918, i confini furono estesi per includere i distretti urbani di Clonmel e Carrick-on-Suir che erano state trasferite al South Riding di Tipperary dalla contea di Waterford come risultato del Local Government (Ireland) Act del 1898.
1885–1918: Sono incluse le baronie di Iffa e Offa East e Middlethird, e quella parte della baronia di Slievardagh non contenuta all'interno della circoscrizione di Mid Tipperary.
1918–1922: la circoscrizione di East Tipperary, insieme a quella parte dell'attuale Collegio di East Waterford è inglobata nella contea amministrativa di Tipperary.

## Membri del Parlamento
| Elezione                                            | Eletto        | Partito                        | Note                                               |
| --------------------------------------------------- | ------------- | ------------------------------ | -------------------------------------------------- |
| Elezioni generali nel Regno Unito del 1885          | Thomas Condon | Partito Parlamentare Irlandese |                                                    |
| Elezioni generali nel Regno Unito del 1886          | Thomas Condon | Irish National Federation      |                                                    |
| Elezioni generali nel Regno Unito del 1892          | Thomas Condon | Irish National Federation      |                                                    |
| Elezioni generali nel Regno Unito del 1895          | Thomas Condon | Partito Parlamentare Irlandese |                                                    |
| Elezioni generali nel Regno Unito del 1900          | Thomas Condon | Partito Parlamentare Irlandese |                                                    |
| Elezioni generali nel Regno Unito del 1906          | Thomas Condon | Partito Parlamentare Irlandese |                                                    |
| Elezioni generali nel Regno Unito del gennaio 1910  | Thomas Condon | Partito Parlamentare Irlandese |                                                    |
| Elezioni generali nel Regno Unito del dicembre 1910 | Thomas Condon | Partito Parlamentare Irlandese |                                                    |
| Elezioni generali nel Regno Unito del 1918          | Pierce McCan  | Sinn Féin                      | Non prese mai possesso del proprio seggio a Londra |
| Elezioni generali nel Regno Unito del 1922          |               |                                | Vacante                                            |
| Elezioni generali nel Regno Unito del 1923          |               |                                | Abolito                                            |